# Chloroclystis permixta
Chloroclystis permixta är en fjärilsart som beskrevs av Louis Beethoven Prout 1958. Chloroclystis permixta ingår i släktet Chloroclystis och familjen mätare. Inga underarter finns listade i Catalogue of Life.